# Halštatska kultura
Halštatska kultura je bila prevladujoča zahodna in srednjeevropska arheološka kultura zgodnje železne Evrope od 8. do 6. stoletja pr. n. št., ki se je razvila iz  kulture žarnih grobišč iz 12. stoletja pred našim štetjem (pozna bronasta doba) in ji je v večjem delu njenega območja sledila latenska kultura. Pogosto je povezana s prakeltskimi in keltskimi ljudstvi v zahodnem halštatskem območju in s predhodniki Ilirov v vzhodnem  halštatskem območju. 
Poimenovana je po tipu lokacije, Halštat (Hallstatt), jezerskemu naselju v avstrijskem Salzkammergutu, jugovzhodno od Salzburga, kjer je bil bogat rudnik soli in je znanih  približno 1300 grobov, med njimi tudi z lepimi artefakti. Material iz Halštata je bil razvrščen v 4 obdobja, oštevilčen s Hallstatt A do D. Hallstat A in B veljata za pozno bronasto dobo, izrazi, ki se uporabljajo za širša področja, kot sta halštatska kultura ali »obdobje«, »slog« itd., pa se nanašajo na železno dobo Hallstatt C in D.
Do 6. stoletja pr. n. št. se je razširila na širše ozemlje, ki je segalo v dve coni, na vzhod in zahod, med njima je bila večina zahodne in osrednje Evrope in Alpe, segali pa sta tudi v severno Italijo. V končno širitev kulture so vključeni deli Britanije in Iberije.
Kultura je temeljila na kmetovanju, vendar je delo na področju kovin precej napredovalo, do konca obdobja pa je postala trgovina na dolge razdalje in s sredozemskimi kulturami ekonomsko pomembna. Socialne razlike so postajale vse pomembnejše, z nastajajočimi elitnimi razredi voditeljev in bojevnikov in morda tistimi z drugimi veščinami. Družba je bila organizirana na plemenski osnovi, čeprav je malo znanega o tem. Le nekaj največjih naselij, kot je Heuneburg na jugu Nemčije, so bila po sodobnih standardih mesta in ne vasi.

## Halštatski tip lokacije
Leta 1846 je Johann Georg Ramsauer (1795-1874) odkril veliko prazgodovinsko pokopališče pri kraju Hallstatt v Avstriji, ki ga je izkopal v drugi polovici 19. stoletja. Sčasoma je izkopavanje prineslo 1045 grobov, čeprav še ni bilo najdeno naselje. To lahko pokriva kasnejša vas, ki že dolgo zaseda ves ozek pas med strmimi pobočji in jezerom. Najdeno je bilo približno 1300 grobov, vključno z okoli 2000 posamezniki, ženskami in otroki, a le z majhnimi dojenčki.  Prav tako ni nobenega "knežjega" pokopa, kot ga pogosto najdemo v bližini velikih naselij. Namesto tega se veliko število pokopov precej razlikuje glede števila in bogastva grobnih pridatkov, vendar z velikim deležem blaga, kar kaže, da je bila splošna življenjska raven visoka.
Skupnost v Hallstattu ni bila tipična za širšo, predvsem kmetijsko kulturo, saj je njeno gospodarstvo izkoriščalo solne rudnike na tem območju. Ti so od časa neolitika občasno delali in v tem obdobju bili močno izkoriščani, vrhunec pa so dosegli v obdobju od 8. do 5. stoletja pred našim štetjem. Slog in dekoracija grobnih pridatkov sta zelo značilna in predmeti narejeni v tem slogu so precej razširjeni po Evropi. V rudniških delih je sol ohranila veliko organskih materialov, kot so tekstil, les in usnje, številni zapuščeni predmeti, kot so čevlji, kosi tkanin in orodja, vključno z rudarskimi nahrbtniki, so ohranjeni v dobrem stanju.
Najdbe v Hallstattu segajo od leta 1200 pr. n. št. do okoli 500 pr. n. št., ki jih arheologi delijo v štiri faze:
|     | pred našim štetjem |
| --- | ------------------ |
| HaA | 1200-1000          |
| HaB | 1000-800           |
| HaC | 800-650            |
| HaD | 650-475            |

Hallstatt A-B sta del kulture bronaste dobe. Faza A je bila pod vplivom Villanovske kulture. V tem času so bili ljudje upepeljeni in pokopani v preprostih grobovih. V fazi B postane pogost tumulus (ali kurgan) in prevladuje upepelitev. Malo je znanega o tem obdobju, v katerem se tipični keltski elementi še niso razlikovali od stare Villanovske kulture. Pravo obdobje "Hallstatt" je omejeno na HaC in HaD (8. do 5. stoletje pr. n. št.), kar ustreza zgodnji evropski železni dobi. Hallstatt leži na območju, kjer se srečujejo zahodna in vzhodna območja Halštatske kulture, kar se odraža v najdbah. Fazi Hallstatt D je sledila Latenska kultura.
Faza Hallstatt C je značilna po prvem pojavu železnih mečev, ki so se mešali z bronastimi. Pokopavanje trupel in upepeljevanje sta sočasna. Bodala zadnje faze Hallstatt D, skoraj do izključitve mečev, najdemo v zahodnih grobiščih, ki segajo od c. 600-500 pr. n. št. Obstajajo tudi razlike v [[Lončarstvo|lončarstvu in broškah. Mrtvi so bili večinoma pokopani. Halstatt D je bil nadalje razdeljen na podfaze D1-D3, ki se nanašajo le na zahodno območje in večinoma temeljijo na obliki brošk.
Zdi se, da je bila glavna dejavnost na obravnavani lokaciji okrog 500 pr. n. št., zaradi nejasnih razlogov zaključena. Mnogi halštatski grobovi so bili izropani, verjetno v tistem času. V celotnem zahodnem halštatskem območju je prišlo do velikih motenj, solni rudniki pa so postali zelo globoki. Pridobivanje soli se je preusmerilo v bližnji rudnik Hallein, z grobovi v bližinjem Dürrnbergu, kjer so pomembne najdbe iz poznega halštata in zgodnjega latenskega obdobja.
Velik del gradiva iz zgodnjih izkopavanj je bil razpršen, zdaj pa ga najdemo v številnih zbirkah, zlasti v nemških in avstrijskih muzejih, vendar ima muzej Hallstatt v mestu največjo zbirko.
Najdbe iz Halštata
- Bronasta posoda s kravo in teletom, Hallstatt
- Lesen in usnjen nahrbtnih iz rudnika
- Bronasta posoda s stojalom, Halštat Ha C
- Kos tekstila iz rudnika soli

## Kultura in trgovina
Verjetno je, da so nekatere, če ne vse te širitve potekale po keltskem govornem področju. V severni Italiji se je kultura Golasecca razvila z nadaljevanjem iz kulture Canegrate. Canegrate je predstavljala povsem novo kulturološko dinamiko na področju, ki je bila izražena v lončarski in bronasti obdelavi, zaradi česar je to tipičen zahodni primer zahodne Halštatske kulture.
Lepontski napisi s tega območja kažejo, da je jezik kulture Gollasecca očitno keltski, zato je verjetno, da je bil predhodni jezik 13. stoletja pred našim štetjem vsaj v zahodnem halštatu tudi keltski ali njegov predhodnik.  Lepontske napise so našli tudi v Umbriji  na območju, kjer je prišla do izraza kultura Terni, ki je močno podobna keltskim kulturam Hallstatt in La Tene. Umbrijska nekropola Terni, ki sega v 10. stoletje pred n. št., je bila po vseh vidikih identična keltski nekropoli kulture Golasecca. 
Trgovino z Grčijo potrjujejo najdbe atiške lončenine s črno figuro v elitnih grobiščih poznega halštatskega obdobja. Verjetno je bila uvožena preko Massilie (Marseille). Drugi uvoženi luksuzni izdelki so bili jantar, slonova kost in verjetno vino. Nedavne analize so pokazale, da je bila ugledna svila v grobu Hohmichelu napačno identificirana. Rdeče barvilo kermes je bilo tudi uvoženo iz juga, najdeno v Hochdorfu. (opomba: Kermes je rdečo barvilo, pridobljeno iz posušenih teles samic skalnega insekta rodu kermes, predvsem kermes vermilio. Insekti kermes so domači v sredozemski regiji in živijo od soka kermesovega hrasta. Za rdeče barvilo so jih uporabljali stari Grki in Rimljani)
Naselja so bila večinoma utrjena, nahajala so se na hribih in imela pogosto delavnice za obdelavo brona, srebra in zlata. Tipična območja so bila Heuneburg ob zgornji Donavi, obkrožena z devetimi zelo velikimi grobnimi gomilami Mont Lassois v vzhodni Franciji v bližini Châtillon-sur-Seine, ter zelo bogat grob pri Vixu in utrjen hrib v Molpírju na Slovaškem. Gomilna grobišča so imela komoro, precej veliko v nekaterih primerih, obloženo z lesom in s truplom in grobnimi pridatki, ki so bili v sobi
V osrednjih halštatskih regijah proti koncu obdobja (Ha D) so v bližini ostankov utrjenih naselij na hribih najdeni zelo bogati grobovi osebkov z visokim statusom pod velikimi gomilami. Obstajajo nekateri pokopi kočij, Býčí Skála, Vix in Hochdorf. [19] V Fröggu na Koroškem najdemo tudi model kočije iz svinca, prav tako pa najdemo glinene modele konj s kolesi. V najstarejših grobovih se včasih nahajajo leseni "pogrebni vozovi", ki so se domnevno uporabljali kot mrliški voz in nato pokopani. Tu se nahajajo lončarske in bronaste posode, orožje, nakit iz brona in zlata ter nekaj kamnitih stel (še posebej znamenit Bojevnik iz Hirschlandena). Bodala, ki so na zahodu velikokrat zamenjala meče, verjetno niso bila resno orožje, temveč oznaka statusa in so se uporabljala za mizo. 
Materialna kultura zahodne halštatske kulture je bila očitno zadostna, da bi zagotovila stabilno družbeno in gospodarsko ravnovesje. Ustanovitev Marseilla ter prodor grške in etruščanske kulture po približno letu 600 pr. n. št., je v trgovini po dolini Rone sprožila družbeno in kulturno preobrazbo halštatskih naseljih severno od Alp. Pojavili so se močni lokalni voditelji, ki so nadzorovali prerazporeditev luksuznega blaga iz sredozemskega sveta, kar je bila značilnost Latenske kulture.
Železni meči so se pojavljajo v poznejših obdobjih, od 8. stoletja, z orodji, ki prihajali pozneje. Sprva je bilo železo precej eksotično in drago, včasih pa tudi kot prestižni material za nakit. Lončarsko vreteno se je pojavilo ob koncu obdobja.
Očitno pretežno mirno in uspešno življenje Halštatske kulture D je bilo moteno, morda celo propadlo, prav na koncu obdobja. Veliko je špekulacij o vzrokih, ki ostajajo nejasni. Velike naselbine, kot sta Heuneburg in Burgstallkogel, so bile uničene ali opuščene, bogati grobne gomile so se končale, stare so bile izropane. Verjetno je bilo znatno gibanje prebivalstva na zahod, naslednja Latenska kultura pa je razvila nove centre zahodno in severno, njihova rast se je morda prekrivala z zadnjimi leti Halštatske kulture.
- Keramika iz Heuneburga, Nemčija
- Bronasto orodje halštatske kulture, morda zgodnja britvica, tri krožne luknje na ročaju in telo rezila kažejo na možnost, da bi se lahko uporabilo tudi za zapenjalo za glavo sulice.
- Ogrlica iz jantarja
- Zlate zapestnice, Burgundija
- Halštat 'C' – meči v muzeju v Welsu, Zgornja Avstrija.
- Bodalo z "antenskim ročajem"
- Ha D slog bodala najden v Berkshireu, Anglija
- Oklep & čelada z dvojnim grebenom, Kleinklein, Ha D vzhodno območje.

## Umetnost
Vsaj za poznejša obdobja halštatske umetnosti iz zahodnega območja velja splošen konsenz, da so oblikovala zgodnje obdobje keltske umetnosti . Dekoracija je večinoma geometrijska in linearna in je najbolje vidna na finih kovinskih najdbah iz grobov. Slogi se razlikujejo, zlasti med zahodom in vzhodom, z več človeškimi figurami in nekaterimi pripovednimi elementi v slednjem. Med živalmi so posebej priljubljene vodne ptice, ki so vključene kot del drugih predmetov in se pojavljajo pogosteje kot ljudje, na zahodu pa skorajda ni pripovedne vsebine v prikazanih prizorih. Te značilnosti so se nadaljevale v naslednjem latenskem slogu.
Uvožena luksuzna umetnost je bila najdena v bogatih elitnih grobovih v poznejših fazah in je zagotovo vplivala na lokalne sloge. Najbolj spektakularni predmeti, kot so Kultni voz iz Strettwega, Bojevnik iz Hirschlandena in bronasta postelja iz Poveljnikovega groba iz Hochdorfa, so edinstvene najdbe iz halštatskega obdobja, čeprav so lahko povezani s predmeti iz drugih obdobij.
Običajnejši predmeti so orožje, v Ha D pogosto s konicami, ki se končajo s podaljšanim ročajem. Kovinski nakit so fibule, pogosto z vrsto diskov, ki visijo na verigah, ter zapestnice in ovratnice. Večinoma so bronaste, pri "knežjih" pokopih pa se pojavljajo tudi predmeti v zlatu.
Poreklo pripovednih prizorov vzhodnega območja, od Hallstatt C naprej, naj bi vplivali na  umetnost situl severne Italije in severnega Jadrana, kjer so te bronaste posode začeli okraševati v pasovih s figurami v pokrajinskih etruščanskih središčih pod vplivom etruščanske in grške umetnosti. Moda okrašenih situl se je razširila na severno sosednjo kulturo, vključno z vzhodnim halštatskim območjem, ki se je začela okoli 600 pr. n. št. ter se je ohranila do približno 400 pr. n. št.; Vaška situla je slovenski primer iz skoraj zadnjega obdobja. Slog je najden na bronastih trakovih, nekateri besedilni motivi, ki so se širili, so vplivali na nastajajoči latenski sog.
Kot pravita Ruth in Vincent Megaw, »Situlna umetnost opisuje življenje, gledano z moškega stališča, v katerem so ženske služabnice ali spolni predmeti, večina prizorov, ki vključujejo človeka, so pojedine, nekatere situle predstavljajo lov ali boj«. Podobne prizore najdemo tudi na drugih oblikah posod, pa tudi na bronastih pasovih. Procesije živali, značilne za prejšnje primere, ali ljudi, ki izhajajo iz Bližnjega vzhoda in Sredozemlja, in ji je našla Nancy Sandars, kažejo slog gaucherie, ki izdaja umetnika, ki dela na način, ki je nesimpatičen, preveč v nasprotju z razpoloženjem obrtnika in obrt«. V primerjavi s prejšnjimi slogi, ki so se v Evropi pojavili organsko, je »situlna umetnost šibka in včasih čudna« in »v bistvu neevropsk«. 
Razen italijanske Benvenuti Situle so moški brez dlak, s »smešnimi klobuki, debelušnimi telesi in velikimi glavami«, čeprav so pogosto videti na vesel in zabaven način. Benevenuti Situla je prav tako nenavadna, saj se zdi, da prikazuje določeno zgodbo.
- Pozno halštatska zlata ovratnica iz Avstrije, c. 550 pr. n. št.
- Zlati čevlji na plošči iz poglavarjevega groba v Hochdorfu, Nemčija, c. 530 pr. n. št.
- Fibula – broška z obešenimi diski in živalsko figuro, Hallstatt
- Replika bojevnika iz Hirschlandena
- Zapestnica z gravirano dekoracijo
- Uvožen grški Vix krater, najden v grobu iz Vixa, Francija, na meji med halštatsko in latensko dobo.
- Detajl Vaške situle, Slovenija
- Pasna plošča, Slovenija, 600-400 pr. n. št.

## Geografija
Na splošno sta priznani dve kulturno ločeni območji, vzhodno in zahodno območje. Obstajajo razlike v pogrebnih obredih, vrstah grobov, v umetniškem slogu. V zahodnem območju so bili člani elite pokopani z mečem (Ha C) ali bodalom (Ha D), v vzhodnem območju s sekiro. Zahodno območje ima pokopane kočije. V vzhodnem so bojevniki pogosto pokopani s čelado in oklepom. Umetniške predmete s pripovedno komponento najdemo le na vzhodu, tako v keramiki kot v kovini. Na vzhodu so lahko naselja in pokopališča večja kot na zahodu.
Približna ločnica med dvema subkulturama poteka od severa proti jugu skozi osrednjo Češko in Spodnjo Avstrijo na približno 14 do 15 stopinj vzhodne dolžine, nato pa sledi vzhodni in južni rob Alp na vzhodni in južni Tirolski.

### Zahodno halštatsko območje
Zahodno halštatsko območje v svojem največjem obsegu:
- severovzhodna Francija: Šampanja-Ardeni, Lorena, Alzacija
- severna Švica: švicarska planota
- Južna Nemčija: večina Švabske in Bavarske
- Zahodna Češka: Češka
- zahodna Avstrija: Vorarlberg, Tirolska, Salzkammergut

Več obrobnih območij je bilo:
- Srednja in severna Italija: Padska nižina, Ligurija, Benečija, Marke, Abruci, Furlanija
- severna in osrednja Španija: Galicija, Asturija, Kastilija, Kantabrija
- severna in severno-osrednja Portugalska: Minho, Douro, Tras-os-Montes, Beira Alta

Medtem ko se Hallstatt šteje za prevladujoče naselje zahodnega območja, je bil Burgstallkogel v osrednji Sulmski dolini (južna Štajerska, zahodno od Leibnitza, Avstrija) glavno središče v obdobju Hallstatt C. Danes so v bližini Gleinstättna vidni deli ogromne nekropole (ki je bila prvotno sestavljena iz več kot 1100 gomil), pri čemer so se poveljniki nahajali na drugi strani hriba blizu Kleinkleina. Najdbe so večinoma v deželnem muzeju Joanneum v Gradcu, ki ima tudi Kultni voz iz Strettwega.

### Vzhodno halštatsko območje
Vzhodna cona Hallstatt vključuje:
- vzhodna Avstrija: Spodnja Avstrija, Zgornja Štajerska
- Vzhodna Češka: Moravska
- jugozahodna Slovaška: podonavska nižina
- zahodna Madžarska: Mala madžarska ravnica
- vzhodna Slovenija: Arheološko najdišče na Vačah (na meji med regijama Spodnjo Štajersko in Spodnjo Koroško), Novo mesto
- severna Hrvaška: Hrvatsko Zagorje, Istra
- severna in srednja Srbija
- deli jugozahodne Poljske

S trgovanjem, kulturno razpršenostjo in selitvami prebivalstva se je halštatski kulturni kompleks (zahodne oblike) razširil v Veliko Britanijo in na Irsko.